# Дулицкий, Семён Осипович
Семён Осипович (Шлёма Иосифович) Дулицкий (1883—1956) — русский и советский педиатр, организатор здравоохранения, первый заведующий кафедрой педиатрии раннего возраста 2-го Московского медицинского института (1931—1950). Организатор и первый председатель секции микропедиатрии Всесоюзного общества детских врачей.

## Биография
Родился в уездном городе Измаил, расположенном в южной Бессарабии на берегу Дуная, в еврейской второй гильдии купеческой семье. Его отец Иосиф-Герш Зельманович Дулицкий (1841—?), был уроженцем Измаила; мать, Марьям (Мария) Дулицкая, происходила из Кишинёва, где родители и заключили брак в 1862 году. 
В 1910 году окончил медицинский факультет Императорского Новороссийского университета в Одессе и остался там же ординатором в клинике детских болезней. После ординатуры в 1912 году переехал в Москву и включился в работу Общества борьбы с детской смертностью.
В 1918—1923 годах работал в Московском отделе охраны материнства и младенчества, руководил разработкой инструкций по работе яслей, консультаций и домов младенца. В 1923 году — в детской больнице имени Н. Ф. Филатова организовал и возглавил грудное отделение, детскую и женскую консультации, отделение для больных детей старшего возраста, дом младенца и детскую кухню. Докторская диссертация Дулицкого была посвящена проблеме пиурии в раннем детском возрасте.
В 1926—1930 годах вёл курс болезней раннего детского возраста на курсах усовершенствования врачей, а в 1931 году на базе Детской больницы имени Н. Ф. Филатова организовал и в звании профессора возглавил кафедру педиатрии раннего возраста педиатрического факультета Второго Московского медицинского института. В 1940 году под редакцией С. О. Дулицкого был издан сборник трудов кафедры «Острые желудочно-кишечные заболевания в детском возрасте».
Член правления Московского и Всесоюзного обществ детских врачей. В 1942—1943 годах заведовал кафедрой педиатрии Киевского медицинского института имени А. А. Богомольца.
Научная деятельность Дулицкого посвящена изучению проблем инфекционных заболеваний желудочно-кишечного тракта, гриппа и гонореи у детей. Опубликовал ряд трудов по ранней диагностике, профилактике, нозологической классификации и лечению рахита, впервые предложил использование плацентарной крови для профилактики кори. В 1947 году на VI Всесоюзном съезде детских врачей принята предложенная С. О. Дулицким классификация рахита, которой российские педиатры пользуются до настоящего времени. Автор монографий «Профилактика и лечение летних детских поносов» (1939) и «Лечение и профилактика болезней раннего детского возраста» (1942), учебника «Болезни раннего детского возраста» (1950), ряда памфлетов для Института саитарного просвещения.
Похоронен на Донском кладбище.

## Публикации
- С. А. Бахмутская, В. А. Власова, С. О. Дулицкий. Острые желудочно-кишечные заболевания в детском возрасте.  Отв. ред. проф. С. О. Дулицкий. М.—Л.: Медгиз, 1940. — 148 с.
- С. О. Дулицкий. Лечение и профилактика болезней раннего детского возраста. М.: Государственное издательство медицинской литературы, 1942. — 287 с.; 2-е изд., перераб. — М.: Медгиз, 1949. — 288 с.
- С. О. Дулицкий. Болезни раннего детского возраста. Учебник для педиатрических факультетов медицинских институтов. М.: Медгиз, 1950. — 468 с.